# Apeira pallidaria
Apeira pallidaria är en fjärilsart som beskrevs av Edward Alfred Cockayne 1948. Apeira pallidaria ingår i släktet Apeira och familjen mätare. Inga underarter finns listade i Catalogue of Life.